# Buddy Casino

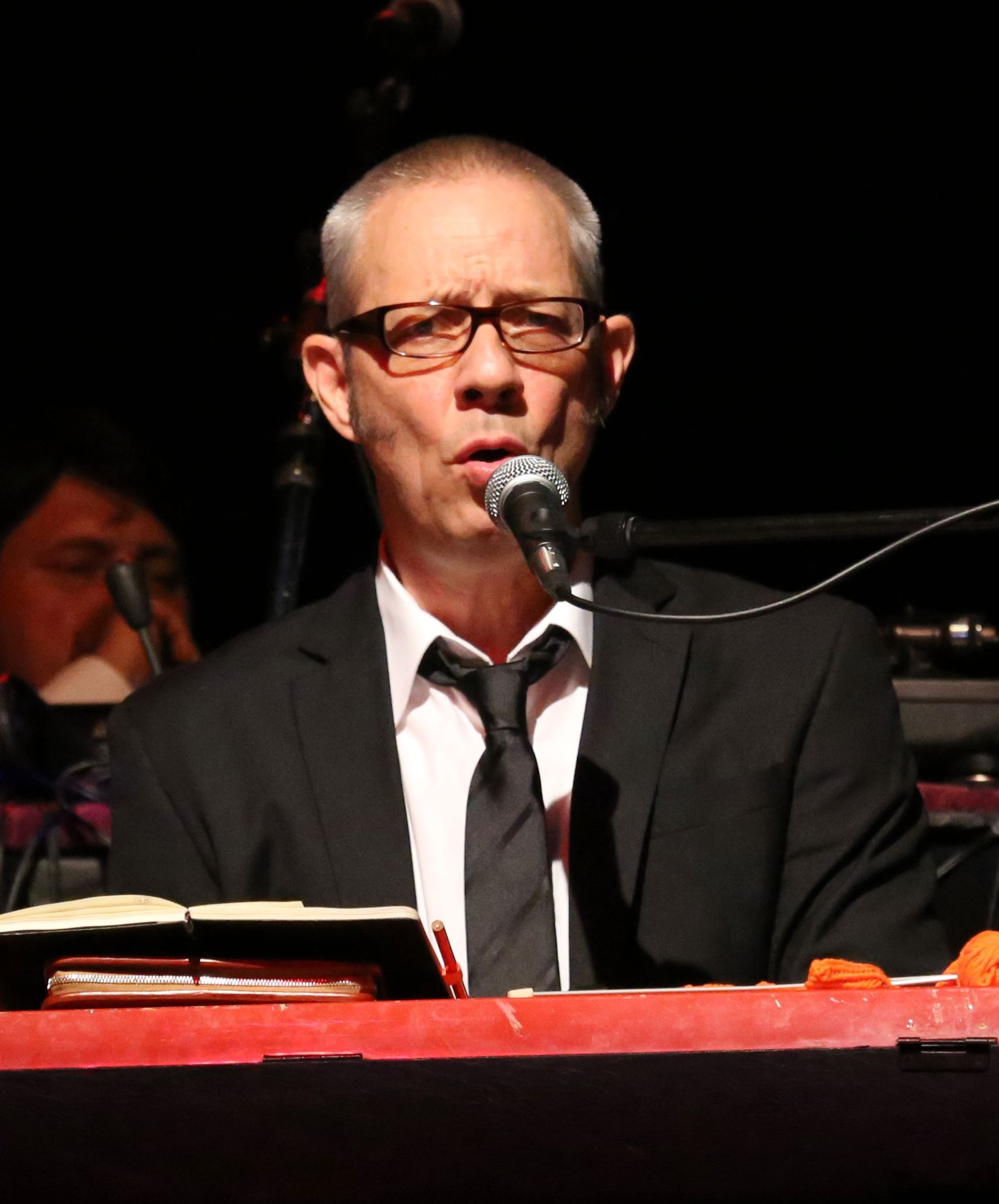
Buddy Casino beim Zelt-Musik-Festival 2014

Buddy Casino (* 7. April 1955 in Monheim am Rhein; eigentlich Hartmut Grabe) ist ein freischaffender deutscher Musiker.

## Laufbahn
Von 1977 bis 1979 studierte Casino Jazzmusik an der Swiss Jazz School in Bern. Es folgte 1979 bis 1982 ein Musikstudium am Berklee College of Music in Boston, das er mit Auszeichnung abschloss. Im Folgenden trat er unter anderem mit der Kabarett-Formation Muttertach Five, mit den Weather Girls, der Jazzkantine sowie mit dem Jazz-Saxophonisten Pee Wee Ellis, mit Susanne Betancor und mit Francesca Best auf. 
Einem größeren Publikum aber wurde er ab 1982 durch seine Zusammenarbeit mit dem Mülheimer Jazzkünstler Helge Schneider bekannt. In dessen Band Hardcore (zusammen mit Peter Thoms) spielte er bis 2000 Klavier sowie Farfisa-Orgel und wurde von Schneider scherzhaft als Amerikaner aus Las Vegas bezeichnet (den Künstlernamen Buddy Casino hatte er sich aber schon vorher zugelegt). Die erfolgreiche Gruppe trat im Fernsehen, u. a. bei Wetten, dass..? auf. Auch in Schneiders Kinofilmen Texas – Doc Snyder hält die Welt in Atem (1993) und 00 Schneider – Jagd auf Nihil Baxter (1994) spielte Casino eine Rolle. Seit 1999 lebt er in Berlin.
Sein aktuelles Bandprojekt ist das Trio The PickPockets. Daneben trat er 2009 als musikalischer Begleiter auf seiner 50-jährigen Hammond-Orgel bei der Schweizer Late-Night-Sendung Giacobbo/Müller auf. Ebenso tritt er zusammen mit Rainald Grebe auf und ist Teil der Kapelle der Versöhnung.

## Diskografie
- 1987 The Last Jazz
- 1990 New York, I am coming
- 1992 Guten Tach!
- 1993 Es gibt Reis, Baby
- 1995 Es rappelt im Karton
- 1997 Da Humm
- 1999 Jazz (& Hardcore)
- 2000 Hefte raus – Klassenarbeit!

## Filmografie
- 1993 Texas – Doc Snyder hält die Welt in Atem, als kauziger Erfinder einer Flugmaschine
- 1994 00 Schneider – Jagd auf Nihil Baxter, als Zirkusmusiker